# Elgin (Pennsylvanie)
Pour les articles homonymes, voir Elgin.
Elgin est un borough situé au sud-est du comté d'Érié, en Pennsylvanie, aux États-Unis,. En 2010, il comptait une population de 218 habitants. Il est incorporé le 8 février 1976.

## Démographie
Lors du recensement de 2010, le borough comptait une population de 218 habitants. Elle est estimée, en 2019, à 218 habitants.

### Source de la traduction
- (en) Cet article est partiellement ou en totalité issu de l’article de Wikipédia en anglais intitulé « Elgin, Pennsylvania » (voir la liste des auteurs).